# Hinterfotzig
Das Wort hinterfotzig kommt aus der österreichischen und süddeutschen Umgangssprache und hat Eingang in den deutschen Sprachraum gefunden. Es ist gleichbedeutend mit „hinterhältig“ oder „hinterlistig“ und heißt wörtlich „hinter dem Mund“. Hinterfotzig leitet sich nicht von der sexuellen Bedeutung des Wortes Fotze (vulgär für „Vulva“, „Vagina“) ab, sondern von der Fotz, einem in Bayern und Österreich gebräuchlichen Wort für „Mund“ beziehungsweise Gesicht. Wird eine Person als hinterfotzig bezeichnet, ist damit gemeint, dass sie nicht ehrlich gegenüber anderen ist, sondern hinter deren Rücken schlecht redet, lästert und intrigiert.
Besonders in Mittel- und Norddeutschland ist das Adjektiv im allgemeinen Sprachgebrauch eher selten und wird häufig fälschlicherweise nicht als "bayerisch bzw. schwäbisch derb", sondern als vulgär oder gar als Beleidigung gedeutet. So gab es z. B. im Oktober 2018 in Bochum einen Fall, in dem eine Person aufgrund von Verwendung u. a. des besagten Wortes hinter dem Rücken ihres ehemaligen Arbeitgebers von letzterem verklagt wurde. Die Klage erhielt relativ große mediale Aufmerksamkeit, wurde aber letzten Endes vom Amtsgericht abgewiesen.
Zum Teil findet der Ausdruck hinterfotzig auch Verwendung als Synonym für „gemein“ oder als pauschale Beschimpfung oder Diskreditierung, möglicherweise volksetymologisch aufgrund der Assoziation zum Ausdruck Fotze, der als derbes Schimpfwort verwendet wird.